# Klara Kjellblad
Klara Kjellblad (född Klara Emilia Olivia Olsson, förnamnet även skrivet Clara), född 13 februari 1892 i Stockholm, var en svensk dansare och skådespelare.
Klara Olsson föddes i Hedvig Eleonora som dotter till korsångaren och gravören Peter Adolf Olsson född 1864. Hon gifte sig med Axel Eugen Kjellblad som dock gifte om sig 1933.
Inom filmen debuterade hon 1921 i Kvarnen där hon spelade mot Anders de Wahl. Som dansös var Kjellberg bland annat verksam i operabaletten och i Svenska baletten i Paris. Klara Kjellblad var, tillsammans med Jean Börlin, den svensk som stannade kvar längst inom kompaniet av den ursprungliga grupp som utgjorde Svenska baletten.

## Filmografi
- 1921 – Kvarnen
- 1922 – Veckorevy 1922-12-11 (inslag med Svenska baletten i journalfilm)[6]
- 1924 – L'Inhumaine[7]